# 约翰·陶舍尔
约翰·陶舍尔（德語：Johann Tauscher，1909年3月31日—1979年1月21日），奥地利男子手球运动员。他曾代表奥地利参加1936年夏季奥林匹克运动会手球比赛，获得一枚银牌，他在其中三场比赛中有上场。